# Yazoo Pass-expeditie
De Yazoo Pass-expeditie was een gezamenlijke operatie tussen het Army of the Tennessee van generaal-majoor Ulysses S. Grant en de Mississippi River Squadron van vice-admiraal David D. Porter tijdens de Vicksburgveldtocht. Ze vond plaats tussen 3 februari en 12 april 1863 tijdens de Amerikaanse Burgeroorlog. 
Grant wilde zijn troepen via de Mississippi Delta naar de Yazoo sturen om de verdedigingswerken van Vicksburg te flankeren. Eens zijn troepen de Yazoo zouden bereiken, kon men ongehinderd Vicksburg benaderen. Om deze operatie te doen slagen was de samenwerking tussen het leger en de marine noodzakelijk. De legereenheden tijdens deze expeditie werden aangevoerd door brigadegeneraal Leonard F. Ross. De bevelhebber van de schepen was luitenant-commandant Watson Smith. Zijn slechte gezondheid zou een determinerende factor zijn en zou uiteindelijk leiden tot de mislukking van de expeditie.
Op 3 februari 1863 werd een dam in een oud kanaal doorbroken. Dit kanaal gaf toegang tot een reeks waterwegen die de Mississippi en de Yazoo met elkaar verbonden.
De vloot voer langs het kanaal naar Moon Lake. Daarna werd de tocht verdergezet naar de Yazoo Pass, de Coldwater River en de Tallahatchie. Via de Yalobusha was er aansluiting met de Yazoo die in de Mississippi vloeide nabij Vicksburg. Van bij het begin werd de tocht gehinderd door natuurlijke barrières waardoor ze maar 16 km per dag oprukten. Door de trage opmars van de Noordelijken kreeg de Zuidelijke luitenant-generaal John C. Pemberton de tijd om bij Greenwood, Mississippi een fort te bouwen. Op 11 maart naderden de Noordelijken het fort. Drie aanvallen van de Noordelijke kanonneerboten werden afgeslagen. De Noordelijke infanterie kon enkel werkloos toe zien. Het terrein rond het fort was te moerassig om iets te kunnen doen.
Op 16 maart mislukte de derde stormaanval. Luitenant-commandant Smith werd vervangen wegens ziekte door James P. Foster. Foster en Ross beslisten om zich terug te trekken naar de Mississippi. Tegen 12 april waren alle troepen terug in de thuishaven. De expeditie was mislukt.

## Achtergrond
Begin 1863 was de Vicksburgveldtocht vastgelopen na de Slag bij Chickasaw Bayou. Grant hield zijn troepen bezig tot de weersomstandigheden opnieuw beter waren om de veldtocht voort te zetten. Een van deze bezigheden was de Yazoo Pass-expeditie.

### Geografisch kader
Het westelijk deel van de staat Mississippi, van de grens met Tennessee in het noorden tot Vicksburg in het zuiden, maakt deel uit van de Mississippi Delta. Grote delen langs de rivier liggen daarom lager dan het waterniveau. De omliggende vlaktes zijn doorsneden met moerassen, slikken meertjes, beken en rivieren. Tot ver in de negentiende eeuw was dit deel van de rivier onderhevig aan getijdenschommelingen. Het overstroomde gebied werd gebruikt als alternatieve waterweg. Via zo’n route kon men de Mississippi verlaten net ten zuiden van Helena, Arkansas om via Moon Lake en de Yazoo Pass Coldwater River te bereiken. De Coldwater was een zijrivier van de Tallahatchierivier die op haar beurt in de Yalobusha vloeide om samen de Yazoorivier te vormen. De Yazoo stroomt 303 km verderop opnieuw in de Mississippi net boven Vicksburg. In 1856 werd een spoorweg aangelegd en werden er dammen aangelegd om de rivier binnen zijn oevers te houden.

### Voorbereidingen
Het Noordelijke leger en marine hadden beiden zo hun eigen redenen om eenheden ten van Vicksburg te krijgen. Grant wilde zijn leger op droge grond opstellen tegenover de Zuidelijke linies. Zo kon hij eventueel Pembertons leger flankeren. Porter wilde zijn kanonneerboten inzetten om de Zuidelijke schepen bij Yazoo City te vernietigen. Via deze expeditie probeerden ze hun uiteenlopende doelstellingen samen te bereiken.
Na een voorbereidende verkenning van George W. Brown in de USS Forest Rose werd de operaties als haalbaar bestempeld. Op 3 februari 1863 werden vierhonderd geniesoldaten ingezet om twee dammen te doorbreken bij de Old Yazoo Pass. Het niveauverschil tussen de rivier en de oude bedding bedroeg 2,5 m. Door de druk van het water werd het gat in de dammen groter. Op 24 februari voeren de kanonneerboten en de transportschepen door het gat en stoomden onmiddellijk op naar Moon Lake.

## Opmars en Zuidelijke tegenmaatregelen

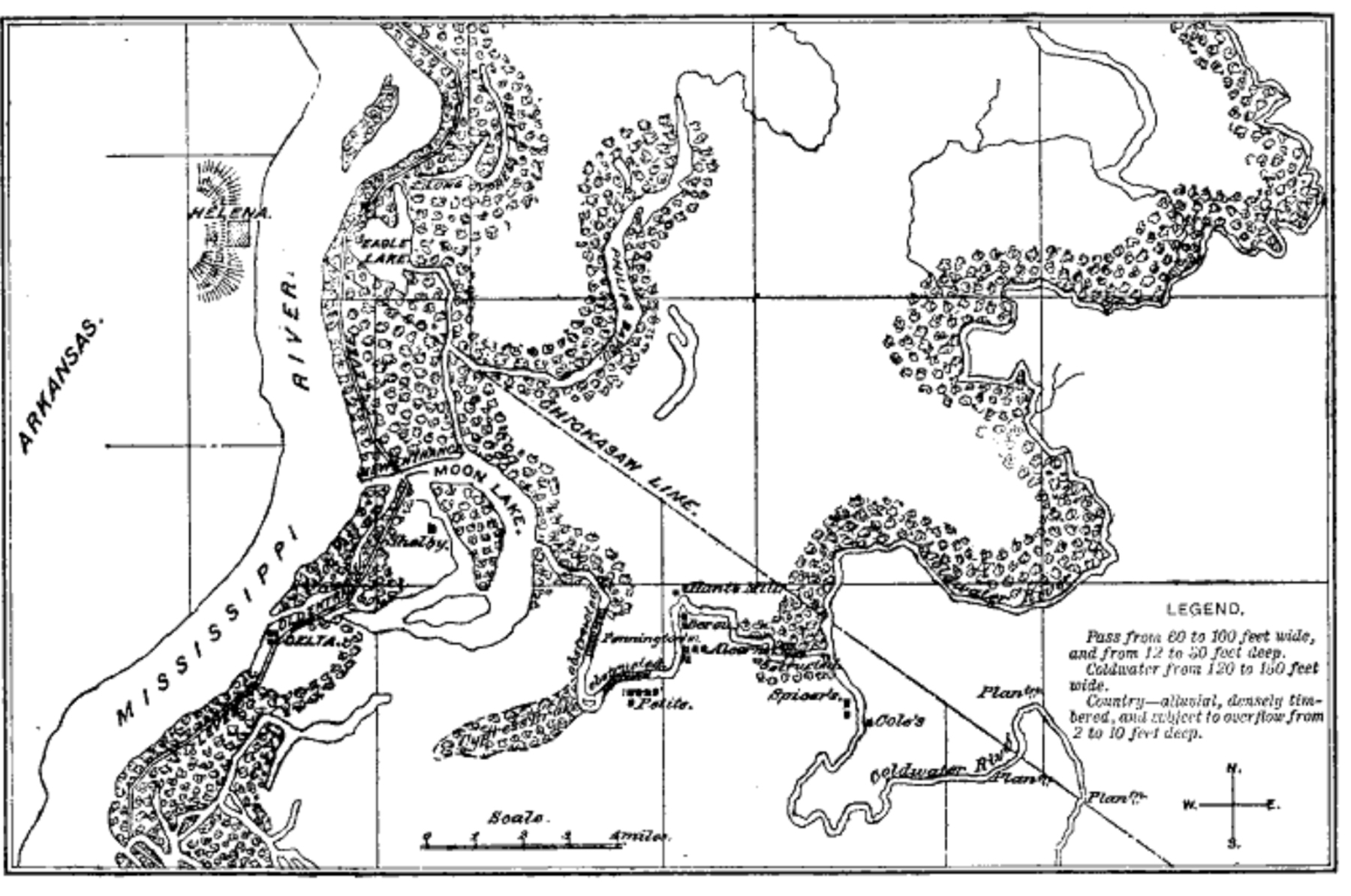
Kaart met de route van de expeditie van de Mississippi naar de Coldwaterrivier.

De vloot bestond uit zeven kanonneerboten en een sloep. De USS Rattler, USS Marmora, USS Signal, USS Romeo en de USS Forest Rose waren licht gepantserde kanonneerboten die slechts bestand waren tegen geweervuur. De USS Baron De Kalb en de USS Chillicothe hadden zwaardere bepantsering. Later sloten de USS Petrel (een kanoneerboot) en twee ramschepen (de USS Lioness en de USS Fulton) zich aan bij de expeditie. Smith leidde de vloot van op zijn vlaggenschip de Rattler.
De dertien transportschepen vervoerden negen infanterieregimenten. 600 soldaten werden ingescheept om de kanonneerboten te verdedigen tegen Zuidelijke entereenheden. Grant wilde meer troepen meesturen, maar de beschikbare plaats op de schepen liet dit niet toe. De eenheden maakten deel uit van het XIII Corps onder leiding van brigadegeneraal Leonard F. Ross. De eenheden werden later nog versterkt door een eenheid onder leiding van brigadegeneraal Isaac F. Quinby.
Ondertussen zaten de Zuidelijken niet stil. Luitenant-generaal John C. Pemberton gaf het bevel aan generaal-majoor William W. Loring om de opmars van de Noordelijken te stoppen. Hij stuurde werkploegen eropuit om de Yazoo Pass en Coldwater River te blokkeren. Op verschillende plaatsen hakten ze bomen om en lieten ze de bomen in het water vallen. Dit hield de Noordelijken niet tegen. De genie kon deze ongemakken snel opruimen. Ondertussen bouwde Loring een fort aan de samenvloeiing van de Tallahatchie en Yalobusha. Het fort werd opgebouwd uit katoenbalen die ze met aarde bedekten. Bovenop installeerden ze twee kanonnen. Deze constructie werd Fort Pemberton of Fort Greenwood genoemd. Naast dit fort had Lering verschillende batterijen opgesteld langs de Yalobusha. Hij liet ook een schip tot zinken brengen om de waterweg te blokkeren.
Loring kreeg de nodige tijd om de verschillende hinderlagen en obstakels aan te leggen omdat de opmars van de Noordelijken zeer traag verliep. Smith liet zijn volledige vloot samen varen in plaats van zijn kanonneerboten vooruit te sturen. Ze voeren alleen overdacht. Iedere ochtend werd de kolenvoorraad aangevuld en ze stopten één uur over de middag om te eten. Zowel Ross als luitenant-commandant James P. Foster protesteerden tegen deze werkwijze. Deze trage vooruitgang is misschien het gevolg geweest van de tanende gezondheid van Smith. Uiteindelijk nam Foster het bevel over van Smith.

## De strijd bij Fort Pemberton

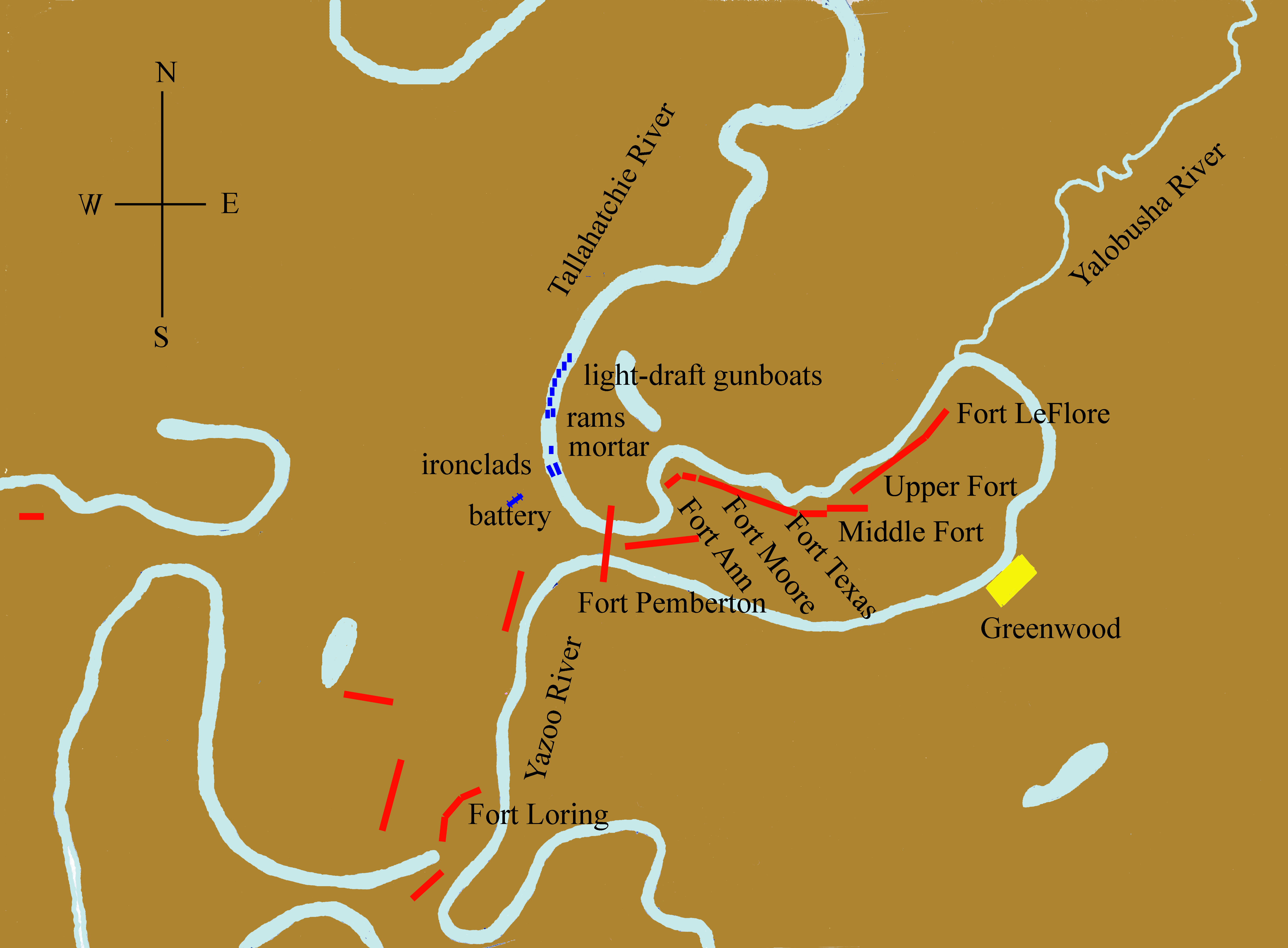
De opponenten bij Fort Pemberton

Op 11 maart arriveerde de Noordelijke vloot in de omgeving van het fort. Ze hadden vijf weken nodig gehad om deze plaats te bereiken. Een verkenner stelde vast dat het terrein rond het fort te drassig was om de infanterie te kunnen inzetten. Enkel de kanonneerboten zouden de aanval kunnen inzetten. Per aanval kon Foster slecht twee kanonneerboten inzetten omdat de waterweg te smal was. De Chillicothe en Baron De Kalb werden als eersten ingezet om het fort te bombarderen. Het kanon van de Chillicothe werd uitgeschakeld na een voltreffer. Veertien bemanningsleden verloren het leven.
Op 12 maart werd de schade hersteld en werd het voordek van de schepen versterkt met katoenbalen. Smith liet op de andere oever verschillende zware kanonnen aan land brengen om de Noordelijke vuurkracht te vergroten.
De volgende dag zetten de twee kanonneerboten het bombardement verder. Nu werden ze gesteund door de aan land gebrachte artillerie. Opnieuw concentreerden de Zuidelijken hun vuurkracht op de Chillicothe. Hoewel er nu aan boord slechts drie gewonden vielen, kreeg het schip opnieuw de volle laag. Door de luchtdruk kwam de bepantsering los. Ook bij de Zuidelijken vielen er slachtoffers. Een opslagplaats voor munitie werd geraakt waarbij er één dode viel en vijftien soldaten brandwonden opliepen. Tegen de avond was het fort vrijwel onbeschadigd door de dag geraakt. De Noordelijken wisten niet dat de munitievoorraad van het fort sterk verminderd was.
De volgende twee dagen werden de Noordelijke schepen hersteld. Op 16 maart werd het bombardement verder gezet. De kanonneerboten zouden het fort dichter benaderen met een mortiersloep tussen hen in gebonden. De infanterie zou in de lichter schepen volgen om zo snel mogelijk aan land gezet te kunnen worden. De aanval liep volledig in het honderd. De Chillicothe werd geraakt en moest zich terugtrekken. Daarna werd de Baron De Kalb en de mortiersloep ook uit de strijd teruggetrokken.
Foster en Ross beseften dat verdere aanvallen tot niets zouden leiden. De volgende dag trok de vloot zich terug. Op hun terugtocht ontmoetten ze versterkingen onder leiding van brigadegeneraal Iscaac F. Quinby. Quinby beval Ross om opnieuw aan te vallen. De volgende dagen werden verkenners uitgestuurd. Ook Quinby kwam tot het besef dat een infanterieaanval onuitvoerbaar was. Quinby ontving orders van Grant om naar de Mississippi terug te keren. Op 14 april was de vloot terug in de thuishaven.